# Jim Staples
James Edward Staples (Bermondsey, 20 de octubre de 1965) es un ex–jugador británico de rugby que se desempeñaba como fullback.

## Selección nacional
Fue convocado al XV del Trébol por primera vez en febrero de 1991 para jugar ante los Dragones rojos, fue el capitán durante el Torneo de las Cinco Naciones 1997 y disputó su último partido en marzo de 1997 contra el XV del Cardo. En total jugó 26 partidos y marcó 25 puntos producto de cinco tries y dos conversiones (un try valía 4 puntos hasta 1992).

### Participaciones en Copas del Mundo
Disputó las Copas del Mundo de Inglaterra 1991 donde fue titular jugando todos los partidos y Sudáfrica 1995 donde fue suplente de Conor O'Shea. En ambos torneos los irlandeses fueron eliminados en los cuartos de final ante los Wallabies en el mejor partido de aquel mundial y Francia respectivamente.
| Mundial                       | Sede       | Resultado        | PJ | Tries |
| ----------------------------- | ---------- | ---------------- | -- | ----- |
| Copa Mundial de Rugby de 1991 | Inglaterra | Cuartos de final | 4  | 1     |
| Copa Mundial de Rugby de 1995 | Sudáfrica  | Cuartos de final | 1  | 0     |